# Наттер, Майкл
Майкл Наттер (англ. Michael Nutter, 29 июня 1957, Филадельфия, Пенсильвания, США) — американский политический деятель, мэр Филадельфии с 7 января 2008 года по 4 января 2016 год. С 1992 по 2006 годы депутат городского совета Филадельфии. 7 ноября 2007 года выиграл выборы мэра. 8 ноября 2011 был переизбран мэром на второй срок.

## Биография
Наттер родился в Филадельфии в 1957 году. Учился в католической школе. В 1979 году, окончил Пенсильванский университет получив степень получив степень бакалавра по специальности бизнес. После окончания университета, работал в фирме «Xerox» (Зирокс), а потом в инвестиционном банке.
В 1987 году, проиграл выборы в депутаты городского совета Филадельфии, но победил на выборах 1991 года.
Мэр Джон Стрит не имел права баллотироваться на третий срок и выборы 2007 года привлекли пять кандидатов на пост мэра. Из-за огромного числа демократов в Филадельфии, первичные выборы Демократической Партии важнее генеральных выборов. Наттер, бизнесмен Том Нокс, конгрессмен Чака Фатта, конгрессмен Боб Брейди и Двайт Эванс стали кандидатами партии. В соответствии с законом, в 2006 году, Наттер подал в отставку с поста депутата чтобы баллотироваться на пост мэра. 15 мая 2007, Наттер выиграл первичные выборы Демократической Партии, получив 36,6 % голосов. 7 ноября был избран 98-м мэром.
8 ноября 2011 года был переизбран, получив 74,8 % голосов.
Наттер женат и у него двое детей.